# 田口哲 (映画監督)
田口 哲（たぐち さとし、1903年10月2日 - 1984年1月13日）は、日本の映画監督、脚本家。岩手県出身。

## 作品リスト

### 監督作品
- 恋人満開（1932）
- 二人の新学士（1933）
- 母よ子よ（1933）
- 銃後に咲く（1934）
- 接吻市場（1934）
- 芸者三代記＜大正篇＞（1934）
- 愚連隊の唄（1934）
- 抱かれた恋人（1934）
- 新妻と居候（1935）
- 心の花束（1935）
- ためらふ勿れ若人よ（1935）
- 魂を投げろ（1935）
- 第二の母（1936）
- 護国の母（1936）
- 非常線（1936）
- 翼の世界（1937）
- 娘三十人（1937）
- 姉ごころ（1938）
- 男の道（1938）
- 鉄火部隊（1938）
- 大陸行進曲（1938）
- 礼子の出発（1939）
- 日の丸音頭（1939）
- 婦人従軍歌（1939）
- 風と共に（1939）
- 若き感情（1939）
- 女は泣かず（1940）
- 山のロマンス娘（1940）
- 明暗二街道（1941）
- 将軍と参謀と兵（1942）
- 修道院の花嫁（1946）
- 二死満塁（1946）
- オリオン星座（1948）
- 夜のプラットフォーム（1948）
- 情熱の人魚（1948）
- 森林泥棒（1952）
- 恐怖のカービン銃（1954）
- 鉄血の魂（1956）
- 荒海の王者（1957）
- 女王蜂（1958）
- 人魚昇天（1958）
- 二十六人の逃亡者（1959）
- 海よ俺らの歌に泣け（1961）

### 脚本
- 娘三十人（1937）
- 鉄火部隊（1938）
- 大陸行進曲（1938）
- 華やかなる幻想（1943）
- オリオン星座（1948）
- 海よ俺らの歌に泣け（1961）

### 原作
- 銃後に咲く（1934）
- 娘三十人（1937）